# Rzędziny
Rzędziny [ʐɛnˈd͡ʑinɨ] là một ngôi làng thuộc khu hành chính của Gmina Dobra, thuộc Hạt cảnh sát, West Pomeranian Voivodeship, ở phía tây bắc Ba Lan, gần biên giới Đức. Nó nằm khoảng 6 kilômét (4 mi)  phía tây bắc Dobra, 16 km (10 mi) về phía tây của Cảnh sát và 21 km (13 mi) phía tây bắc của thủ đô khu vực Szczecin.
Ngôi làng này, trong một thời gian, là nhà của Elizabeth von Arnim, một tác giả sinh ra ở Sydney và được nuôi dưỡng ở Anh; những trải nghiệm của cô được gói gọn trong cuốn tiểu thuyết bán tự truyện đầu tiên của cô là Elizabeth và Khu vườn Đức của cô (1898).